# Inga standleyana
Inga standleyana är en ärtväxtart som beskrevs av Henri François Pittier. Inga standleyana ingår i släktet Inga och familjen ärtväxter. Inga underarter finns listade i Catalogue of Life.